# 263932 Speyer
263932 Speyer este un asteroid din centura principală, descoperit pe 22 aprilie 2009, de Erwin Schwab (junior).